# Юзефово (Сувальський повіт)
Юзефово (пол. Józefowo) — село в Польщі, у гміні Рачки Сувальського повіту Підляського воєводства.
Населення — 181 особа (2011).
У 1975-1998 роках село належало до Сувальського воєводства.

## Демографія
Демографічна структура станом на 31 березня 2011 року:
|          | Загалом | Допрацездатний вік | Працездатний вік | Постпрацездатний вік |
| -------- | ------- | ------------------ | ---------------- | -------------------- |
| Чоловіки | 93      | 36                 | 51               | 6                    |
| Жінки    | 88      | 26                 | 48               | 14                   |
| Разом    | 181     | 62                 | 99               | 20                   |